# Sonia Mena
Sonia Amelia Mena Bustamante (Santiago de Chile, 19 de octubre de 1936) es una actriz y productora de teatro chilena, de larga trayectoria escénica que ostentó entre 1965 y 2021.

## Biografía
Nació el 19 de octubre de 1936 en Santiago de Chile. Cursó sus estudios de Artes escénicas en la Escuela de Teatro de la Universidad de Chile. Egresó en 1964. Luego, cursó estudios de Televisión en el Centro de Producción RAI (Radio y Televisión Italiana).
En 1965 ingresó a la compañía Instituto del Teatro de la Universidad de Chile (ITUCH), bajo la dirección artística de Agustín Siré. Perteneció a la compañía universitaria hasta el 11 de septiembre de 1973. Mena actuó en la obra La remolienda, de Alejandro Sieveking y dirigida por Víctor Jara. Por su papel obtuvo un Premio APES en la categoría de actriz de revelación. Posteriormente, junto a Sergio Aguirre y John Knuckey fundó la compañía Le Signe en 1975, donde actuó en obras como Bacantes 76 (1976), Apocalipsis (1977), No te vayas, ratoncito (1978) y Un tranvía llamado deseo (1979), con gran éxito de crítica.
A principios de 1980, logró papeles en De cara al mañana (1982; dirigida por Jorge Pedreros), El juego de la vida (1983; dirigida por Herval Rossano), La Villa y Bellas y audaces (1986 y 1988, ambas dirigidas por Ricardo Vicuña), A la sombra del ángel (1989; dirigida por René Schneider) y El milagro de vivir (1990; dirigida por Vicente Sabatini). A mediados de 1990, trabajó con Óscar Rodríguez en Marrón Glacé (1993) y Marrón Glacé, el regreso (1996) en Canal 13. En 1997 protagonizó su única telenovela, Santiago City, de Megavisión, donde compartió créditos con Sonia Viveros y Ana María Gazmuri. Entre 2006 y 2016 obtuvo diversas apariciones en televisión. En 2018 Sonia Mena anunció su retiro de la actuación. Sin embargo, en 2021 protagonizó su última obra de teatro Entre ellas, junto a Gabriela Hernández y dirigida por su hija, Catherine Mazoyer.
En 2024 Mazoyer estrenó su filme Volar inspirando en su madre, con la actriz Gabriela Hernández encarnando a Sonia Mena.

## Vida personal
Sonia Mena contrajo matrimonio con el académico Domingo Piga, con el que fueron padres de Sebastián Piga; músico. El matrimonio se anuló. Posteriormente, contrajo matrimonio con el francés Jean Mazoyer, con quien tuvo dos hijas, que incluye a Catherine Mazoyer; actriz. Sonia Mena mantiene una considerable y extendida amistad con Gabriela Hernández. Ha reconocido públicamente a Marés González y Alicia Quiroga como mejores actrices de su país.

### Salud
A fines de 2021, la actriz sufrió un accidente cerebrovascular que la mantuvo internada.

## Filmografía
| Año  | Título                  | Director           |
| ---- | ----------------------- | ------------------ |
| 1986 | Hijos de la guerra fría | Gonzalo Justiniano |
| 1988 | Sussi                   | Gonzalo Justiniano |
| 1990 | ¡Viva el novio!         | Gerardo Cáceres    |
| 2005 | Se arrienda             | Alberto Fuguet     |
| 2012 | Isidora                 | Christian Aylwin   |
| 2013 | Apio verde              | Francesc Morales   |
| 2014 | La madre del cordero    | Enrique Farías     |

| Año  | Título                 | Director             |
| ---- | ---------------------- | -------------------- |
| 1999 | Viaje sin voz          | María José Calderón  |
| 2012 | Chalecos de colores    | Michelle Mege García |
| 2017 | En búsqueda            | Leonardo Muñoz       |
| 2021 | Un lugar no tan lejano | Catherine Mazoyer    |

## Televisión
| Año  | Título                   | Papel                                       | Notas                      |
| ---- | ------------------------ | ------------------------------------------- | -------------------------- |
| 1982 | De cara al mañana        | Elena Castañeda                             | Elenco principal           |
| 1983 | El juego de la vida      | Martinha Silveira / Dominique de Villaneuve | Elenco principal           |
| 1986 | La villa                 | Carmen                                      | Elenco principal           |
| 1988 | Bellas y audaces         | Magdalena Recabarren                        | Elenco principal           |
| 1989 | A la sombra del ángel    | Edith Gerome                                | Elenco principal           |
| 1990 | El milagro de vivir      | Nora Ramírez                                | Elenco recurrente          |
| 1990 | Acércate más             | Alfonsina Tapia                             | ¿? episodios               |
| 1993 | Marrón glacé             | Nina Silva                                  | Elenco principal           |
| 1995 | Estúpido cupido          | Silvia Morel                                | 16 episodios               |
| 1996 | Marrón glacé, el regreso | Nina Silva                                  | Elenco principal           |
| 1997 | Santiago city            | Victoria Herrera                            | Protagonista; 68 episodios |
| 2002 | Purasangre               | Peta Tapia                                  | 2 episodios                |
| 2006 | Floribella               | Antonia «Tota» Möller                       | 2 episodios                |
| 2007 | Corazón de María         | Rosa Vergara                                | ¿? episodio                |
| 2007 | Lola                     | Sonia Garrido                               | Episodio 111               |
| 2009 | Los exitosos Pells       | Inés McGill                                 | Episodio 10                |
| 2010 | Feroz                    | Renata Donoso                               | 6 episodios                |
| 2011 | Infiltradas              | Juana Vásquez «Santa muerte»                | 11 episodios               |
| 2011 | Témpano                  | Aurora Pereira                              | Episodio 33                |
| 2011 | Peleles                  | Gloria Leiva                                | 7 episodios                |
| 2013 | Mamá mechona             | Margot Marchant                             | 6 episodios                |

| Año  | Título                      | Papel            | Notas                                     |
| ---- | --------------------------- | ---------------- | ----------------------------------------- |
| 1982 | Anakena                     | Lidia Paoa       | Elenco principal                          |
| 2000 | Gracias por al vida         | Asunción         | Episodio: Cata y Mauricio                 |
| 2001 | El día menos pensado        | Leonor Lara      | Episodio: Visitante de la noche           |
| 2004 | Autopsia                    | Sonia            | Episodio: Maldición de la familia Vásquez |
| 2004 | Mea culpa                   | Ester Montecinos | Episodio: Mano de tijera                  |
| 2005 | Mea culpa                   | Luisa Moya       | Episodio: El bosque                       |
| 2012 | Archivos mortales           |                  |                                           |
| 2016 | Código rosa                 | Lidia            |                                           |
| 2016 | Lo que callamos las mujeres | Evelyn           | Episodio: Dejé a mi esposo                |
| 2016 | Vidas en riesgo             |                  |                                           |

Programas
- 1966: Analogías del cuento (Canal 9 de la Universidad de Chile)

## Teatro
- 1965: Santa Juana, dirigida por Pedro Orthous
- 1965: La remolienda, dirigida por Víctor Jara
- 1966: La casa vieja, dirigida por Víctor Jara
- 1966: Coronación, dirigida por Eugenio Guzmán
- 1967: Fulgor y muerte de Joaquín Murrieta, dirigida por Pedro Orthous
- 1968: El rehén, dirigida por Eugenio Guzmán
- 1968: Comedia de equivocaciones, dirigida por Eugenio Guzmán
- 1969: Los que van quedando en el camino, dirigida por Pedro Orthous
- 1970: El señor Puntilla y su criado Matti, dirigida por Hannes Fischer
- 1970: El degeneresis, dirigido por Eugenio Guzmán
- 1971: El jardín de los cerezos, dirigido por Antonio Larreta
- 1971: La madre, dirigida por Pedro Orthous
- 1972: Chiloé cielos cubiertos, dirigido por Eugenio Guzmán
- 1973: Las troyanas, dirigido por Pedro Orthous
- 1975: Las alegres comadres de Windsor, dirigida por Pedro Mortheiru
- 1976: Un tranvía llamado deseo
- 1976: Bacantes 76
- 1977: Uquus
- 1977: Apocalipsis
- 1978: No te vayas, ratoncito
- 1979: Un tranvía llamado deseo
- 1979: El gran baile
- 1979: Los dormitorios
- 1981: Juan Gabriel Borkman
- 1987: Los matarifes[17]
- 1994: Tío Vania
- 1998: Jugar con fuego
- 1999: La casa por la ventana
- 2002: Cara de fuego
- 2009: Noches blancas
- 2010: Los que van quedando en el camino
- 2012: Casa de ejercicios espirituales
- 2021: Entre ellas

## Distinciones
- Medalla a la Trayectoria por los 75 años del Teatro Experimental de la Universidad de Chile, 2016.